# Tito Manlio Imperioso Torquato
Tito Manlio Imperioso Torquato (fl. IV secolo a.C.) è stato un generale romano durante la guerra latina, ricordato come esempio di valore e di severità.

## Biografia
Nel 362 a.C. difese il padre, Lucio Manlio Capitolino Imperioso, dittatore nell'anno precedente, dall'accusa di crudeltà portata avanti dal tribuno della plebe Marco Pomponio, nonostante lui stesso ne avesse subito le conseguenze.
(Tito Livio, Ab Urbe condita libri, VII, 4.)
(Tito Livio, Ab Urbe condita libri, VII, 5.)
Nel 361 a.C., durante la guerra contro i galli condotta dal dittatore Tito Quinzio Peno Capitolino Crispino, sfidò a duello un barbaro dall'enorme corporatura e, dopo avergli strappato la collana (torque) e averla messa al suo collo, prese per sempre il soprannome di "Torquato" per sé e per i suoi discendenti.
(Tito Livio, Ab Urbe condita, VII, 10.)
Nel 353 a.C., quando sembrò che Caere si fosse alleata con Tarquinia contro Roma, fu nominato dittatore. Mentre Roma organizzava la campagna contro Caere, ambasciatori di questa città, giunsero a Roma, per implorare la pace, sostenendo che la causa dell'ira romana, era da ricercarsi in pochi cittadini, fattisi convincere dai tarquiniesi. Roma rinnovò quindi la pace con Caere, e rivolse l'esercito contro i Falisci, senza però che si arrivasse ad uno scontro in campo aperto.
Nel 349 a.C. fu nominato dittatore una seconda volta, perché presiedesse alle elezioni consolari.
Nel 347 a.C. fu eletto console assieme a Gaio Plauzio Venoce Ipseo. Durante il consolato non si registrarono conflitti con altre città, mentre internamente si decise che i debiti sarebbero stati pagati subito per un quarto, mentre il resto sarebbe stato pagato in rate triennali.
Fu eletto console per la seconda volta nel 344 a.C. insieme al collega Gaio Marcio Rutilo, nell'anno in cui un evento prodigioso, portò alla nomina di un dittatore.
Fu eletto console per la terza volta nel 340 a.C. insieme al collega Publio Decio Mure, nell'anno in cui ebbe inizio la guerra latina.
Con l'altro console, arruolati gli eserciti, attraversando i territori dei Marsi e dei Peligni, per evitare quelli controllati dai Latini, arrivò nei pressi di Capua, dove i romani fecero base per le successive operazioni di guerra.

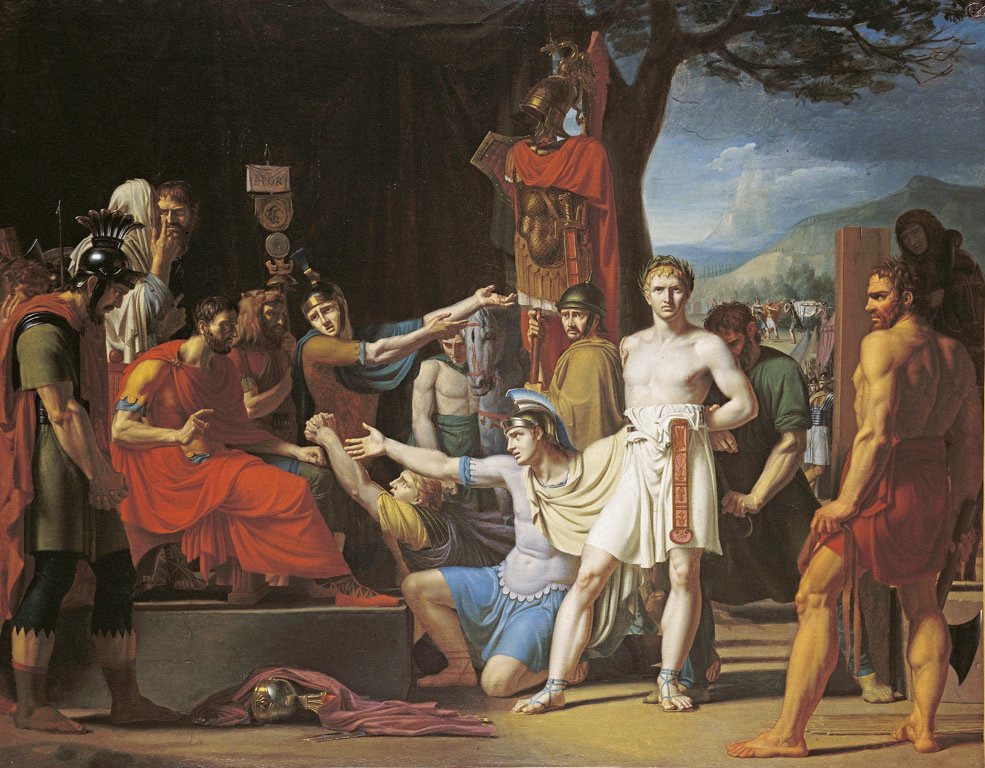
Manlio Torquato condanna a morte suo figlio, olio su tela di Alexandre-Romain Honnet (1799)

Qui si inserisce l'episodio legato al figlio, Tito Manlio, che contravvenendo agli ordini del padre console, attaccò un manipolo di Latini, finendo per questo ucciso per ordine del padre.
(Tito Livio, Ab Urbe condita libri, VIII, 7.)
Tito Manlio, a Decio Mure, condusse i romani alla vittoria nella sanguinosa battaglia del Vesuvio, dove il suo collega trovò la morte.
Sconfitti nuovamente i Latini nella battaglia di Trifano, Manlio, tornato a Roma malato, nominò dittatore Lucio Papirio Crasso, perché combattesse contro gli anziati.